# Mesacanthion arcuatile
Mesacanthion arcuatile is een rondwormensoort uit de familie van de Thoracostomopsidae.